# Dirk Philips
Dirk Philips (Leeuwarden, Frisia, 1504 - Het Falder, cerca de Emden, 1568) fue un escritor y teólogo cristiano anabaptista y pacifista. Inicialmente fue seguidor de Melchor Hoffman y más tarde se unió a Menno Simons en la organización y formulación de la doctrina y prácticas de la iglesia que después se llamaría menonita.

## Datos biográficos
Era hijo de un sacerdote holandés. Se dice que pasó un rato como fraile franciscano.: ix  Sabía latín y griego y estudiaba el hebreo. Fue bautizado en Leeuwarden por Pieter Houtzager y se unió a la hermandad anabaptista en 1533.  Se convirtió en un presbítero en 1534. Igual a su hermano Obbe y Menno Simons se opuso a las doctrinas Jan Matthys, contra las cuales escribió un tratado (Van de geestelijche restitution). En 1537, fue nombrado uno de los líderes anabaptistas itinerantes. En 1561, fue descrito como un hombre viejo, no muy alto, con una barba gris y el pelo blanco.

## Creencias
Fue el principal teólogo de su tiempo entre los menonitas holandeses. Era considerado como muy sistemático en su pensamiento y muy estricto y firme en sus creencias.
Al igual que Menno Simons predicó la doctrina pacifista de la "no resistencia". Contra Adam Pastor sostuvo la doctrina de la Trinidad de Dios. En oposición a su hermano Obbe siempre puso mucho énfasis en la iglesia visible, que debe preservarse del mundo sin mancha. Consideraba que en aras de la protección de la hermandad los pecadores abiertos deberían ser excomulgados de la congregación si no muestran arrepentimiento genuino.
Había dos temas clave de su teología: La palabra de la Biblia y la palabra encarnada en Jesús. Al igual que otros anabaptistas, le dio a Jesús y al Evangelio la preeminencia.
En su libro sobre la iglesia nombra siete ordenanzas y mandamientos para reconocer la verdadera iglesia:
- Doctrina pura y verdadera predicado por ministros escogidos y ordenados por una congregación auténtica[2]: 363
- El uso bíblico del bautismo y la Santa Cena[2]: 365
- Lavar los pies de los hombres santos[2]: 367
- Separación (la expulsión de pecadores de la congregación y no comer con tales expulsados)[2]: 368
- El mandamiento del amor de unos por los otros[2]: 370
- La obediencia a todos los mandamientos de Cristo[2]: 372
- El sufrimiento y la persecución[2]: 373

Creía en la oposición absoluta entre la iglesia y el mundo, y por lo tanto, que los creyentes han de esperar persecución. Sus escritos son tenidos en gran estima por los amish. Sus críticos lo acusaban de moralismo, demasiado rigor y legalismo.

## Obras
Publicó sus puntos de vista en numerosos folletos. Recopiló sus escritos y los publicó en 1564 en el libro Enchiridion oft Hantboecxken van de Christelijcke Leere de 650 páginas que contiene los siguientes textos: Confesión de fe, Acerca de la encarnación, El verdadero conocimiento de Jesucristo, Apología, El llamado del predicador, Una amorosa amonestación (sobre la separación de los pecadores en la iglesia), En cuanto al verdadero conocimiento de Dios, Exposición del tabernáculo de Moisés, Sobre el nuevo nacimiento, Sobre la restauración espiritual y Tres amonestaciones de fondo.
Además, escribió: Verantwoordinghe ende Refutación op twee Sendtbrieven Sebastiani Franck (polémica con Sebastian Franck, impresa en 1567 y 1619); Cort doch grondtlick Verhael (relativo a las disputas entre los flamencos y los frisones, impreso en 1567 ); Van der die Echt Christenen (impreso en 1569, 1602, 1634 y 1644); El matrimonio cristiano (escrito poco antes de su muerte en 1568); y La expulsión y el evitar a los expulsados, texto dejado al morir, una versión del cual fue encontrada en francés y traducida se imprimió en 1602.
Dos himnos de Dirk Philips se han conservado y fueron adoptados en los antiguos himnarios holandeses de los menonitas.